# Yasuki Ishidate
Yasuki Ishidate (født 24. september 1984) er en tidligere japansk fodboldspiller.
Han har spillet for flere forskellige klubber i sin karriere, herunder Kashiwa Reysol og Tochigi SC.